# Viggo Johansen

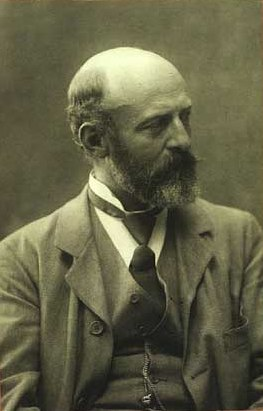
Viggo Johansen

Viggo Johansen (Kopenhagen, 3 januari 1851 – aldaar, 18 december 1935) was een Deens kunstschilder. Hij maakte lange tijd deel uit van de impressionistische kunstenaarskolonie de Skagenschilders.

## Leven en werk
Johansen toonde al vroeg talent voor tekenen en ging in de leer bij Wilhelm Marstrand. Van 1868 tot 1875 studeerde hij aan de Koninklijke Deense Kunstacademie. Daarna schilderde hij een tijd lang in Hornbæk.
In 1875 reisde Johansen voor het eerst naar Skagen, aangemoedigd door zijn voormalige studiegenoten Karl Madsen en Michael Ancher. Dit driemanschap stond daarmee aan de wieg van het bekende kunstenaarscollectief de Skagenschilders, maar aanvankelijk speelde Johansen naar verluidt meer piano in Brøndums Hotel dan dat hij schilderde. In 1880 huwde hij er Anna Anchers nicht Martha Møller, die vaak voor hem model stond. Vanaf die tijd ging hij ook weer intensief schilderen.
In 1885 reisde Johansen met Julius Paulsen naar Parijs, waar hij sterk geïnspireerd werd door Claude Monet, met name in zijn kleurgebruik, als te zien in zijn schilderij Christian Bindslev er syg (Christian Bindslev is ziek, 1890). Ook Christian Krohg, een ander lid van de Skagenschilders, beïnvloedde hem sterk. Johansen schilderde landschappen, stillevens en portretten, maar is wellicht het meest bekend van zijn sfeervolle interieurwerken, vaak met ingetogen lichteffecten. Bekende voorbeelden zijn Glade jul (Gelukkig kerstfeest, 1891) en Aftenpassiar (Avondgesprek, 1886).
Na een langdurige ruzie in 1891 met P.S. Krøyer en diens vrouw Marie, waardoor hij ook op gespannen voet kwam te staan met Anna en Michael Ancher, verlieten Johansen en zijn familie Skagen voor lange tijd.
Johansen exposeerde op de Wereldtentoonstelling van 1889 te Parijs. Hij gaf les aan de Kunstschool voor Vrouwen van de Koninklijke Deense Kunstacademie, van welk instituut hij van 1911 tot 1914 directeur was. Hij overleed in 1935 op 86-jarige leeftijd te Kopenhagen en werd begraven op de Vestre kirkegård. Veel van zijn werk bevindt zich in het Skagens Museum.

## Galerij

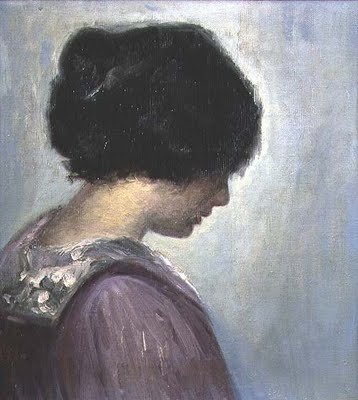
Portret
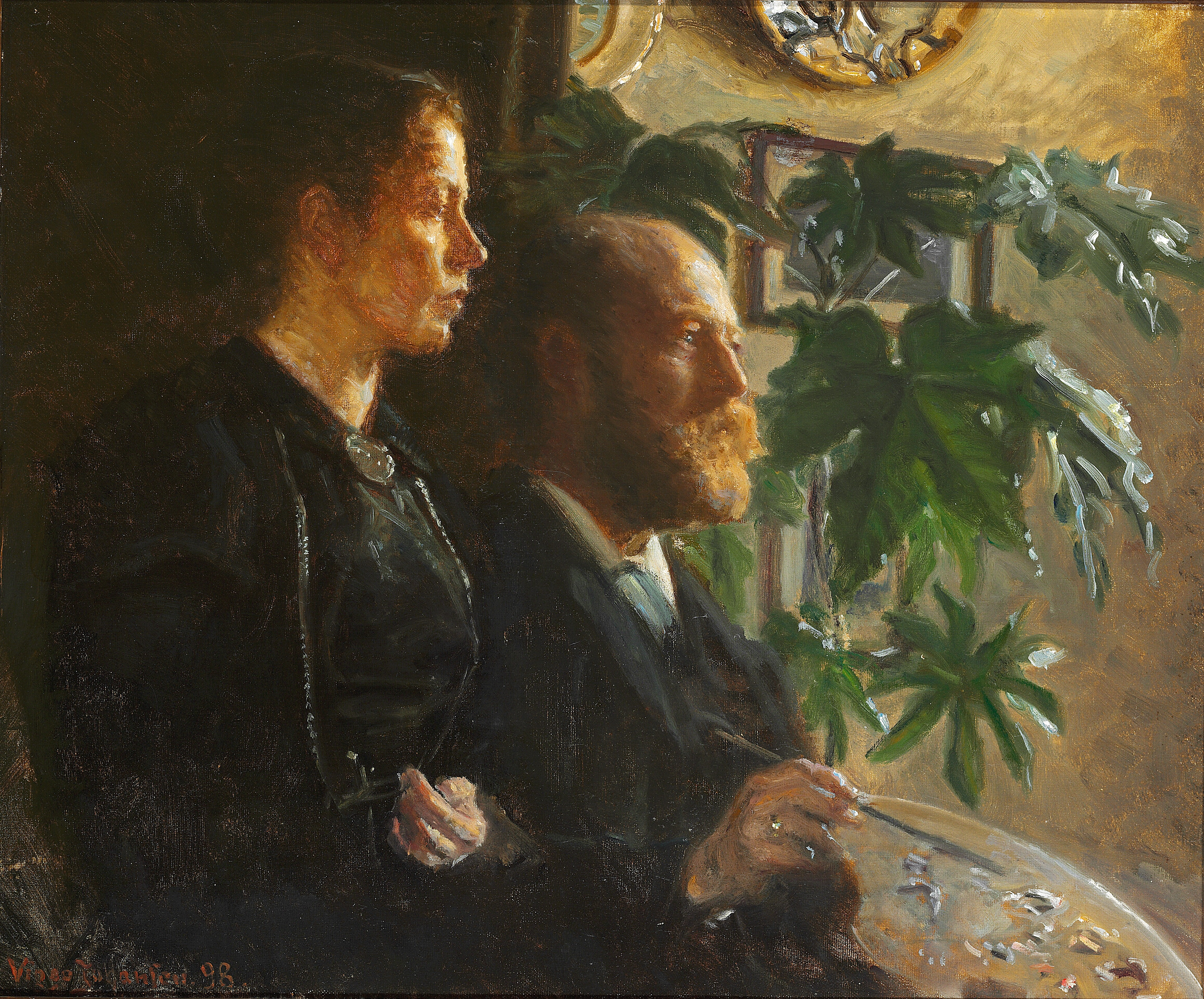
Zelfportret met palet en Martha
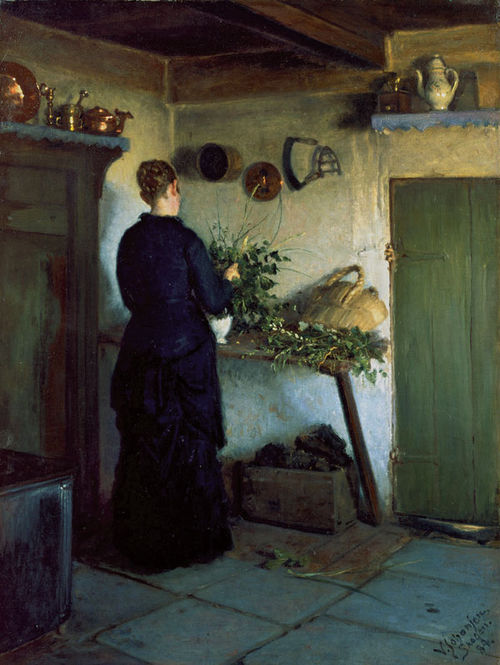
Keukeninterieur
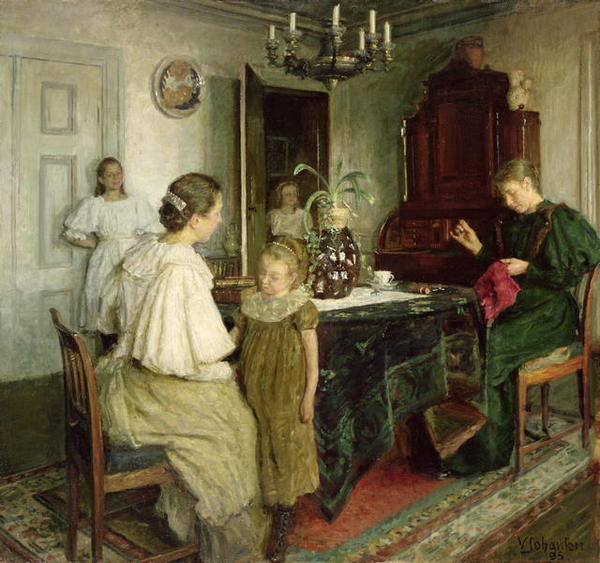
De familie van de kunstenaar
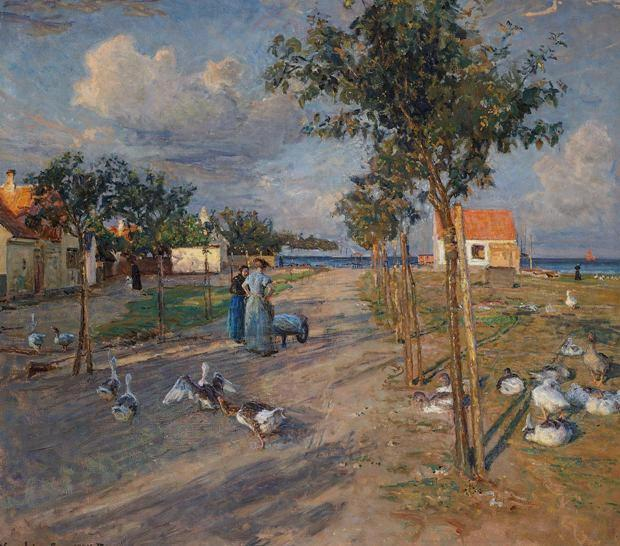
Landschap bij Dragør
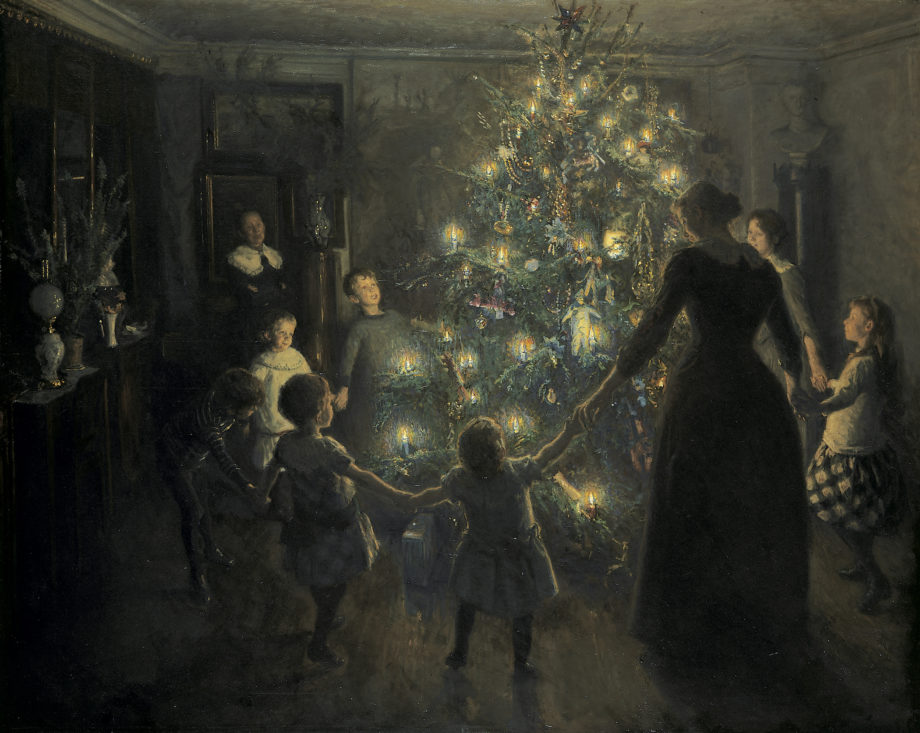
Gelukkig kerstfeest, 1891
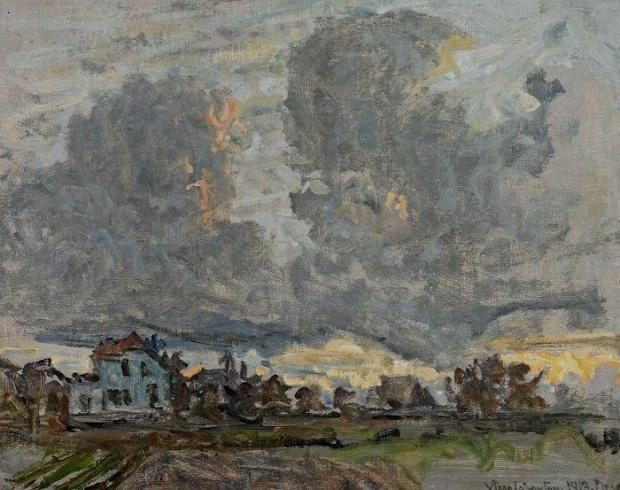
Zwaar bewolke lucht, avond, Dragør
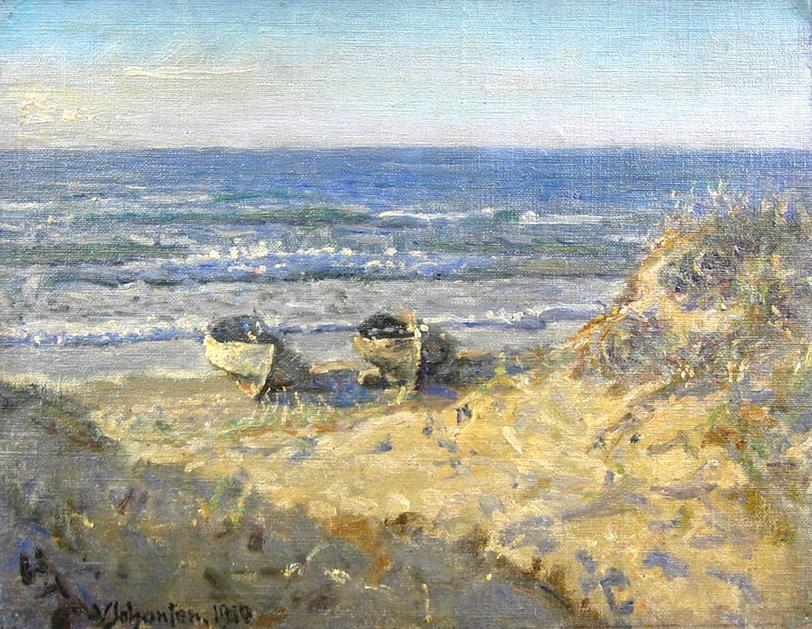
Boten op het strand van Skagen
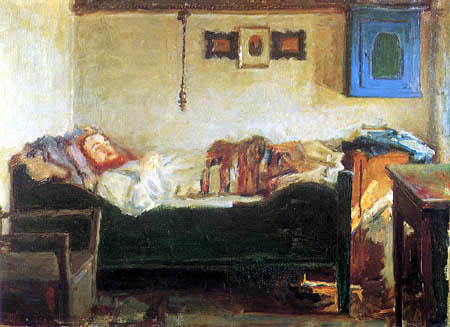
Christian Bindslev is ziek
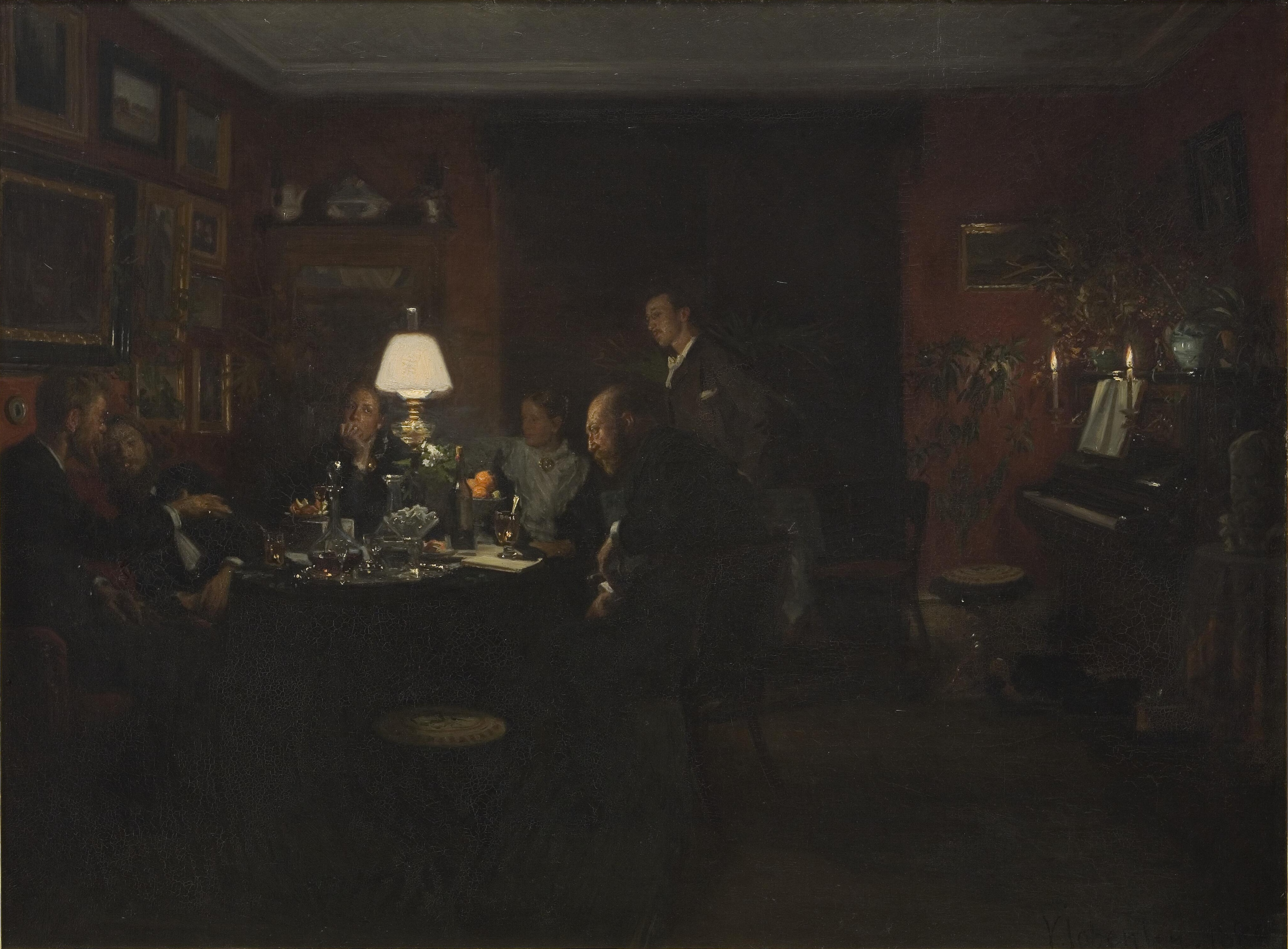
Avondgesprek